# Lijst van afleveringen van The Simpsons
Dit is een lijst met afleveringen van de Amerikaanse televisieserie The Simpsons. De serie telt 33 seizoenen anno 2021, het laatste seizoen is nog bezig. Verder zijn er nog de korte filmpjes waarmee de serie oorspronkelijk begon. Een overzicht van alle afleveringen is hieronder te vinden.

## Korte filmpjes (1987-1989)
Dit zijn de korte filmpjes die werden uitgezonden tijdens de The Tracey Ullman Show.
| Nr. | Titel aflevering                           | Uitzenddatum VS   |
| --- | ------------------------------------------ | ----------------- |
| 1   | Good Night                                 | 19 april 1987     |
| 2   | Watching TV                                | 3 mei 1987        |
| 3   | Jumping Bart                               | 10 mei 1987       |
| 4   | Babysitting Maggie                         | 31 mei 1987       |
| 5   | The Pacifier                               | 21 juni 1987      |
| 6   | Burping Contest                            | 28 juni 1987      |
| 7   | Dinnertime                                 | 12 juli 1987      |
| 8   | Making Faces                               | 22 september 1987 |
| 9   | The Funeral                                | 4 oktober 1987    |
| 10  | What Maggie's Thinking                     | 11 oktober 1987   |
| 11  | Football                                   | 18 oktober 1987   |
| 12  | House of Cards                             | 25 oktober 1987   |
| 13  | Bart and Homer's Dinner                    | 1 november 1987   |
| 14  | Space Patrol                               | 8 november 1987   |
| 15  | Bart’s Haircut                             | 15 november 1987  |
| 16  | World War III                              | 22 november 1987  |
| 17  | The Perfect Crime                          | 13 december 1987  |
| 18  | Scary Stories                              | 20 december 1987  |
| 19  | Grampa and the Kids                        | 10 januari 1988   |
| 20  | Gone Fishin                                | 24 januari 1988   |
| 21  | Skateboarding                              | 7 februari 1988   |
| 22  | The Pagans                                 | 14 februari 1988  |
| 23  | Closeted                                   | 21 februari 1988  |
| 24  | The Aquarium                               | 28 februari 1988  |
| 25  | Family Portrait                            | 6 maart 1988      |
| 26  | Bart’s Hiccups                             | 13 maart 1988     |
| 27  | The Money Jar                              | 20 maart 1988     |
| 28  | The Art Museum                             | 1 mei 1988        |
| 29  | Zoo Story                                  | 8 mei 1988        |
| 30  | Shut Up Simpsons                           | 6 november 1988   |
| 31  | Shell Game                                 | 13 november 1988  |
| 32  | The Bart Simpson Show                      | 20 november 1988  |
| 33  | Punching Bag                               | 27 november 1988  |
| 34  | Simpson Christmas                          | 18 december 1988  |
| 35  | The Krusty the Clown Show                  | 15 januari 1988   |
| 36  | Bart the Hero                              | 29 januari 1989   |
| 37  | Bart’s Little Fantasy                      | 5 februari 1989   |
| 38  | Scary Movie                                | 12 februari 1989  |
| 39  | Home Hypnotism                             | 19 februari 1989  |
| 40  | Shoplifting                                | 26 februari 1989  |
| 41  | Echo Canyon                                | 12 maart 1989     |
| 42  | Bathtime                                   | 19 maart 1989     |
| 43  | Bart’s Nightmare                           | 26 maart 1989     |
| 44  | Bart of the Jungle                         | 16 april 1989     |
| 45  | Family Therapy                             | 23 april 1989     |
| 46  | Maggie in Peril (Chapter One)              | 30 april 1989     |
| 47  | Maggie in Peril (The Thrilling Conclusion) | 7 mei 1989        |
| 48  | TV Simpsons                                | 14 mei 1989       |

## Seizoen 1 (1989-1990)
| Nr. | Titel aflevering                  | Uitzenddatum VS  |
| --- | --------------------------------- | ---------------- |
| 1   | Simpsons Roasting on an Open Fire | 17 december 1989 |
| 2   | Bart the Genius                   | 14 januari 1990  |
| 3   | Homer's Odyssey                   | 21 januari 1990  |
| 4   | There's No Disgrace Like Home     | 28 januari 1990  |
| 5   | Bart the General                  | 4 februari 1990  |
| 6   | Moaning Lisa                      | 11 februari 1990 |
| 7   | The Call of the Simpsons          | 18 februari 1990 |
| 8   | The Telltale Head                 | 25 februari 1990 |
| 9   | Life on the Fast Lane             | 18 maart 1990    |
| 10  | Homer's Night Out                 | 25 maart 1990    |
| 11  | The Crepes of Wrath               | 15 april 1990    |
| 12  | Krusty Gets Busted                | 29 april 1990    |
| 13  | Some Enchanted Evening            | 13 mei 1990      |

## Seizoen 2 (1990-1991)
| Nr. | Titel aflevering                                      | Uitzenddatum VS  |
| --- | ----------------------------------------------------- | ---------------- |
| 1   | Bart Gets an F                                        | 11 oktober 1990  |
| 2   | Simpson and Delilah                                   | 18 oktober 1990  |
| 3   | Treehouse of Horror                                   | 25 oktober 1990  |
| 4   | Two Cars in Every Garage and Three Eyes on Every Fish | 1 november 1990  |
| 5   | Dancin' Homer                                         | 8 november 1990  |
| 6   | Dead Putting Society                                  | 15 november 1990 |
| 7   | Bart vs. Thanksgiving                                 | 22 november 1990 |
| 8   | Bart the Daredevil                                    | 6 december 1990  |
| 9   | Itchy and Scratchy and Marge                          | 20 december 1990 |
| 10  | Bart Gets Hit by a Car                                | 10 januari 1991  |
| 11  | One Fish, Two Fish, Blowfish, Blue Fish               | 24 januari 1991  |
| 12  | The Way We Was                                        | 31 januari 1991  |
| 13  | Homer vs. Lisa and the Eighth Commandment             | 7 februari 1991  |
| 14  | Principal Charming                                    | 14 februari 1991 |
| 15  | Oh Brother, Where Art Thou?                           | 21 februari 1991 |
| 16  | Bart's Dog Gets an F                                  | 7 maart 1991     |
| 17  | Old Money                                             | 28 maart 1991    |
| 18  | Brush with Greatness                                  | 11 april 1991    |
| 19  | Lisa's Substitute                                     | 25 april 1991    |
| 20  | The War of the Simpsons                               | 2 mei 1991       |
| 21  | Three Men and a Comic Book                            | 9 mei 1991       |
| 22  | Blood Feud                                            | 11 augustus 1991 |

## Seizoen 3 (1991-1992)
| Nr. | Titel aflevering                  | Uitzenddatum VS   |
| --- | --------------------------------- | ----------------- |
| 1   | Stark Raving Dad                  | 19 september 1991 |
| 2   | Mr. Lisa Goes to Washington       | 26 september 1991 |
| 3   | When Flanders Failed              | 3 oktober 1991    |
| 4   | Bart the Murderer                 | 10 oktober 1991   |
| 5   | Homer Defined                     | 17 oktober 1991   |
| 6   | Like Father, Like Clown           | 24 oktober 1991   |
| 7   | Treehouse of Horror II            | 31 oktober 1991   |
| 8   | Lisa's Pony                       | 7 november 1991   |
| 9   | Saturdays of Thunder              | 14 november 1991  |
| 10  | Flaming Moe's                     | 21 november 1991  |
| 11  | Burns Verkaufen der Kraftwerk     | 5 december 1991   |
| 12  | I Married Marge                   | 26 december 1991  |
| 13  | Radio Bart                        | 9 januari 1992    |
| 14  | Lisa the Greek                    | 23 januari 1992   |
| 15  | Homer Alone                       | 6 februari 1992   |
| 16  | Bart the Lover                    | 13 februari 1992  |
| 17  | Homer at the Bat                  | 20 februari 1992  |
| 18  | Separate Vocations                | 27 februari 1992  |
| 19  | Dog of Death                      | 12 maart 1992     |
| 20  | Colonel Homer                     | 26 maart 1992     |
| 21  | Black Widower                     | 9 april 1992      |
| 22  | The Otto Show                     | 23 april 1992     |
| 23  | Bart's Friend Falls in Love       | 7 mei 1992        |
| 24  | Brother, Can You Spare Two Dimes? | 27 augustus 1992  |

## Seizoen 4 (1992-1993)
| Nr. | Titel aflevering                           | Uitzenddatum VS   |
| --- | ------------------------------------------ | ----------------- |
| 1   | Kamp Krusty                                | 24 september 1992 |
| 2   | A Streetcar Named Marge                    | 1 oktober 1992    |
| 3   | Homer the Heretic                          | 8 oktober 1992    |
| 4   | Lisa the Beauty Queen                      | 15 oktober 1992   |
| 5   | Treehouse of Horror III                    | 29 oktober 1992   |
| 6   | Itchy & Scratchy: The Movie                | 3 november 1992   |
| 7   | Marge Gets a Job                           | 5 november 1992   |
| 8   | New Kid on the Block                       | 12 november 1992  |
| 9   | Mr. Plow                                   | 19 november 1992  |
| 10  | Lisa's First Word                          | 3 december 1992   |
| 11  | Homer's Triple Bypass                      | 17 december 1992  |
| 12  | Marge vs. the Monorail                     | 14 januari 1993   |
| 13  | Selma's Choice                             | 21 januari 1993   |
| 14  | Brother from the Same Planet               | 4 februari 1993   |
| 15  | I Love Lisa                                | 11 februari 1993  |
| 16  | Duffless                                   | 18 februari 1993  |
| 17  | Last Exit to Springfield                   | 11 maart 1993     |
| 18  | So It's Come to This: A Simpsons Clip Show | 1 april 1993      |
| 19  | The Front                                  | 15 april 1993     |
| 20  | Whacking Day                               | 29 april 1993     |
| 21  | Marge in Chains                            | 6 mei 1993        |
| 22  | Krusty Gets Kancelled                      | 13 mei 1993       |

## Seizoen 5 (1993-1994)
| Nr. | Titel aflevering                                                            | Uitzenddatum VS   |
| --- | --------------------------------------------------------------------------- | ----------------- |
| 1   | Homer's Barbershop Quartet                                                  | 30 september 1993 |
| 2   | Cape Feare                                                                  | 7 oktober 1993    |
| 3   | Homer Goes to College                                                       | 14 oktober 1993   |
| 4   | Rosebud                                                                     | 21 oktober 1993   |
| 5   | Treehouse of Horror IV                                                      | 28 oktober 1993   |
| 6   | Marge on the Lam                                                            | 4 november 1993   |
| 7   | Bart's Inner Child                                                          | 11 november 1993  |
| 8   | Boy Scoutz n the Hood                                                       | 18 november 1993  |
| 9   | The Last Temptation of Homer                                                | 9 december 1993   |
| 10  | $pringfield (or How I Learned to Stop Worrying and Love Legalized Gambling) | 16 december 1993  |
| 11  | Homer the Vigilante                                                         | 6 januari 1994    |
| 12  | Bart Gets Famous                                                            | 3 februari 1994   |
| 13  | Homer and Apu                                                               | 10 februari 1994  |
| 14  | Lisa vs. Malibu Stacy                                                       | 17 februari 1994  |
| 15  | Deep Space Homer                                                            | 24 februari 1994  |
| 16  | Homer Loves Flanders                                                        | 17 maart 1994     |
| 17  | Bart Gets an Elephant                                                       | 31 maart 1994     |
| 18  | Burns' Heir                                                                 | 14 april 1994     |
| 19  | Sweet Seymour Skinner's Baadasssss Song                                     | 28 april 1994     |
| 20  | The Boy Who Knew Too Much                                                   | 5 mei 1994        |
| 21  | Lady Bouvier's Lover                                                        | 12 mei 1994       |
| 22  | Secrets of a Successful Marriage                                            | 19 mei 1994       |

## Seizoen 6 (1994-1995)
| Nr. | Titel aflevering             | Uitzenddatum VS   |
| --- | ---------------------------- | ----------------- |
| 1   | Bart of Darkness             | 4 september 1994  |
| 2   | Lisa's Rival                 | 11 september 1994 |
| 3   | Another Simpsons Clip Show   | 25 september 1994 |
| 4   | Itchy & Scratchy Land        | 2 oktober 1994    |
| 5   | Sideshow Bob Roberts         | 9 oktober 1994    |
| 6   | Treehouse of Horror V        | 30 oktober 1994   |
| 7   | Bart's Girlfriend            | 6 november 1994   |
| 8   | Lisa on Ice                  | 13 november 1994  |
| 9   | Homer Badman                 | 27 november 1994  |
| 10  | Grampa vs. Sexual Inadequacy | 4 december 1994   |
| 11  | Fear of Flying               | 18 december 1994  |
| 12  | Homer the Great              | 8 januari 1995    |
| 13  | And Maggie Makes Three       | 22 januari 1995   |
| 14  | Bart's Comet                 | 5 februari 1995   |
| 15  | Homie the Clown              | 12 februari 1995  |
| 16  | Bart vs. Australia           | 19 februari 1995  |
| 17  | Homer vs. Patty and Selma    | 26 februari 1995  |
| 18  | A Star Is Burns              | 5 maart 1995      |
| 19  | Lisa's Wedding               | 19 maart 1995     |
| 20  | Two Dozen and One Greyhounds | 9 april 1995      |
| 21  | The PTA Disbands             | 16 april 1995     |
| 22  | 'Round Springfield           | 30 april 1995     |
| 23  | The Springfield Connection   | 7 mei 1995        |
| 24  | Lemon of Troy                | 14 mei 1995       |
| 25  | Who Shot Mr. Burns?: Part 1  | 21 mei 1995       |

## Seizoen 7 (1995-1996)
| Nr. | Titel aflevering                                                                    | Uitzenddatum VS   |
| --- | ----------------------------------------------------------------------------------- | ----------------- |
| 1   | Who Shot Mr. Burns?: Part 2                                                         | 17 september 1995 |
| 2   | Radioactive Man                                                                     | 24 september 1995 |
| 3   | Home Sweet Home-Diddily-Dum-Doodily                                                 | 1 oktober 1995    |
| 4   | Bart Sells His Soul                                                                 | 8 oktober 1995    |
| 5   | Lisa the Vegetarian                                                                 | 15 oktober 1995   |
| 6   | Treehouse of Horror VI                                                              | 29 oktober 1995   |
| 7   | King Size Homer                                                                     | 5 november 1995   |
| 8   | Mother Simpson                                                                      | 19 november 1995  |
| 9   | Sideshow Bob's Last Gleaming                                                        | 26 november 1995  |
| 10  | The Simpsons 138th Episode Spectacular                                              | 3 december 1995   |
| 11  | Marge Be Not Proud                                                                  | 17 december 1995  |
| 12  | Team Homer                                                                          | 7 januari 1996    |
| 13  | Two Bad Neighbors                                                                   | 14 januari 1996   |
| 14  | Scenes from a Class Struggle in Springfield                                         | 4 februari 1996   |
| 15  | Bart the Fink                                                                       | 11 februari 1996  |
| 16  | Lisa the Iconoclast                                                                 | 18 februari 1996  |
| 17  | Homer the Smithers                                                                  | 25 februari 1996  |
| 18  | The Day the Violence Died                                                           | 17 maart 1996     |
| 19  | A Fish Called Selma                                                                 | 24 maart 1996     |
| 20  | Bart on the Road                                                                    | 31 maart 1996     |
| 21  | 22 Short Films About Springfield                                                    | 14 april 1996     |
| 22  | Raging Abe Simpson and His Grumbling Grandson in 'The Curse of the Flying Hellfish' | 28 april 1996     |
| 23  | Much Apu About Nothing                                                              | 5 mei 1996        |
| 24  | Homerpalooza                                                                        | 19 mei 1996       |
| 25  | Summer of 4 Ft. 2                                                                   | 19 mei 1996       |

## Seizoen 8 (1996-1997)
| Nr. | Titel aflevering                                  | Uitzenddatum VS  |
| --- | ------------------------------------------------- | ---------------- |
| 1   | Treehouse of Horror VII                           | 27 oktober 1996  |
| 2   | You Only Move Twice                               | 3 november 1996  |
| 3   | The Homer They Fall                               | 10 november 1996 |
| 4   | Burns, Baby Burns                                 | 17 november 1996 |
| 5   | Bart After Dark                                   | 24 november 1996 |
| 6   | A Milhouse Divided                                | 1 december 1996  |
| 7   | Lisa's Date with Density                          | 15 december 1996 |
| 8   | Hurricane Neddy                                   | 29 december 1996 |
| 9   | El Viaje Misterioso de Nuestro Homer              | 5 januari 1997   |
| 10  | The Springfield Files                             | 12 januari 1997  |
| 11  | The Twisted World of Marge Simpson                | 19 januari 1997  |
| 12  | Mountain of Madness                               | 2 februari 1997  |
| 13  | Simpsoncalifragilisticexpiala-Annoyed-Grunt-cious | 7 februari 1997  |
| 14  | The Itchy & Scratchy & Poochie Show               | 9 februari 1997  |
| 15  | Homer's Phobia                                    | 16 februari 1997 |
| 16  | Brother from Another Series                       | 23 februari 1997 |
| 17  | My Sister, My Sitter                              | 2 maart 1997     |
| 18  | Homer vs. the 18th Amendment                      | 16 maart 1997    |
| 19  | Grade School Confidential                         | 6 april 1997     |
| 20  | The Canine Mutiny                                 | 13 april 1997    |
| 21  | The Old Man and the Lisa                          | 20 april 1997    |
| 22  | In Marge We Trust                                 | 27 april 1997    |
| 23  | Homer's Enemy                                     | 4 mei 1997       |
| 24  | The Simpsons Spin-Off Showcase                    | 11 mei 1997      |
| 25  | The Secret War of Lisa Simpson                    | 18 mei 1997      |

## Seizoen 9 (1997-1998)
| Nr. | Titel aflevering                       | Uitzenddatum VS   |
| --- | -------------------------------------- | ----------------- |
| 1   | The City of New York vs. Homer Simpson | 21 september 1997 |
| 2   | The Principal and the Pauper           | 28 september 1997 |
| 3   | Lisa's Sax                             | 19 oktober 1997   |
| 4   | Treehouse of Horror VIII               | 26 oktober 1997   |
| 5   | The Cartridge Family                   | 2 november 1997   |
| 6   | Bart Star                              | 9 november 1997   |
| 7   | The Two Mrs. Nahasapeemapetilons       | 16 november 1997  |
| 8   | Lisa the Skeptic                       | 23 november 1997  |
| 9   | Realty Bites                           | 7 december 1997   |
| 10  | Miracle on Evergreen Terrace           | 21 december 1997  |
| 11  | All Singing, All Dancing               | 4 januari 1998    |
| 12  | Bart Carny                             | 11 januari 1998   |
| 13  | The Joy of Sect                        | 8 februari 1998   |
| 14  | Das Bus                                | 15 februari 1998  |
| 15  | The Last Temptation of Krust           | 22 februari 1998  |
| 16  | Dumbbell Indemnity                     | 1 maart 1998      |
| 17  | Lisa the Simpson                       | 8 maart 1998      |
| 18  | This Little Wiggy                      | 22 maart 1998     |
| 19  | Simpson Tide                           | 29 maart 1998     |
| 20  | The Trouble with Trillions             | 5 april 1998      |
| 21  | Girly Edition                          | 19 april 1998     |
| 22  | Trash of the Titans                    | 26 april 1998     |
| 23  | King of the Hill                       | 3 mei 1998        |
| 24  | Lost Our Lisa                          | 10 mei 1998       |
| 25  | Natural Born Kissers                   | 17 mei 1998       |

## Seizoen 10 (1998-1999)
| Nr. | Titel aflevering                            | Uitzenddatum VS   |
| --- | ------------------------------------------- | ----------------- |
| 1   | Lard of the Dance                           | 23 augustus 1998  |
| 2   | The Wizard of Evergreen Terrace             | 20 september 1998 |
| 3   | Bart the Mother                             | 27 september 1998 |
| 4   | Treehouse of Horror IX                      | 25 oktober 1998   |
| 5   | When You Dish Upon a Star                   | 8 november 1998   |
| 6   | D'oh-in' in the Wind                        | 15 november 1998  |
| 7   | Lisa Gets an A                              | 22 november 1998  |
| 8   | Homer Simpson in: Kidney Trouble            | 6 december 1998   |
| 9   | Mayored to the Mob                          | 20 december 1998  |
| 10  | Viva Ned Flanders                           | 10 januari 1999   |
| 11  | Wild Barts Can't Be Broken                  | 17 januari 1999   |
| 12  | Sunday, Cruddy Sunday                       | 31 januari 1999   |
| 13  | Homer to the Max                            | 7 februari 1999   |
| 14  | I'm with Cupid                              | 14 februari 1999  |
| 15  | Marge Simpson in 'Screaming Yellow Honkers' | 21 februari 1999  |
| 16  | Make Room for Lisa                          | 28 februari 1999  |
| 17  | Maximum Homerdrive                          | 28 maart 1999     |
| 18  | Simpsons Bible Stories                      | 4 april 1999      |
| 19  | Mom and Pop Art                             | 11 april 1999     |
| 20  | The Old Man and the 'C' Student             | 25 april 1999     |
| 21  | Monty Can't Buy Me Love                     | 2 mei 1999        |
| 22  | They Saved Lisa's Brain                     | 9 mei 1999        |
| 23  | Thirty Minutes Over Tokyo                   | 16 mei 1999       |

## Seizoen 11 (1999-2000)
| Nr. | Titel aflevering                        | Uitzenddatum VS   |
| --- | --------------------------------------- | ----------------- |
| 1   | Beyond Blunderdome                      | 26 september 1999 |
| 2   | Brother's Little Helper                 | 3 oktober 1999    |
| 3   | Guess Who's Coming to Criticize Dinner? | 24 oktober 1999   |
| 4   | Treehouse of Horror X                   | 31 oktober 1999   |
| 5   | E-I-E-I-(ANNOYED GRUNT)                 | 7 november 1999   |
| 6   | Hello Gutter, Hello Fadder              | 14 november 1999  |
| 7   | Eight Misbehavin'                       | 21 november 1999  |
| 8   | Take My Wife, Sleaze                    | 28 november 1999  |
| 9   | Grift of the Magi                       | 19 december 1999  |
| 10  | Little Big Mom                          | 9 januari 2000    |
| 11  | Faith Off                               | 16 januari 2000   |
| 12  | The Mansion Family                      | 23 januari 2000   |
| 13  | Saddlesore Galactica                    | 6 februari 2000   |
| 14  | Alone Again, Natura-Diddly              | 13 februari 2000  |
| 15  | Missionary: Impossible                  | 20 februari 2000  |
| 16  | Pygmoelian                              | 27 februari 2000  |
| 17  | Bart to the Future                      | 19 maart 2000     |
| 18  | Days of Wine and D'oh'ses               | 9 april 2000      |
| 19  | Kill the Alligator and Run              | 30 april 2000     |
| 20  | Last Tap Dance in Springfield           | 7 mei 2000        |
| 21  | It's a Mad, Mad, Mad, Mad Marge         | 14 mei 2000       |
| 22  | Behind the Laughter                     | 21 mei 2000       |

## Seizoen 12 (2000-2001)
| Nr. | Titel aflevering               | Uitzenddatum VS  |
| --- | ------------------------------ | ---------------- |
| 1   | Treehouse of Horror XI         | 1 november 2000  |
| 2   | A Tale of Two Springfields     | 5 november 2000  |
| 3   | Insane Clown Poppy             | 12 november 2000 |
| 4   | Lisa the Tree Hugger           | 19 november 2000 |
| 5   | Homer vs. Dignity              | 26 november 2000 |
| 6   | The Computer Wore Menace Shoes | 3 december 2000  |
| 7   | The Great Money Caper          | 10 december 2000 |
| 8   | Skinner's Sense of Snow        | 17 december 2000 |
| 9   | HOMR                           | 24 december 2000 |
| 10  | Pokey Mom                      | 14 januari 2001  |
| 11  | Worst Episode Ever             | 4 februari 2001  |
| 12  | Tennis the Menace              | 11 februari 2001 |
| 13  | Day of the Jackanapes          | 18 februari 2001 |
| 14  | New Kids on the Blecch         | 25 februari 2001 |
| 15  | Hungry Hungry Homer            | 4 maart 2001     |
| 16  | Bye Bye Nerdie                 | 11 maart 2001    |
| 17  | Simpsons Safari                | 1 april 2001     |
| 18  | Trilogy of Error               | 29 april 2001    |
| 19  | I'm Goin' to Praiseland        | 6 mei 2001       |
| 20  | Children of a Lesser Clod      | 13 mei 2001      |
| 21  | Simpson Tall Tales             | 20 mei 2001      |

## Seizoen 13 (2001-2002)
| Nr. | Titel aflevering             | Uitzenddatum VS  |
| --- | ---------------------------- | ---------------- |
| 1   | Treehouse of Horror XII      | 6 november 2001  |
| 2   | The Parent Rap               | 11 november 2001 |
| 3   | Homer the Moe                | 17 november 2001 |
| 4   | A Hunka Hunka Burns in Love  | 9 december 2001  |
| 5   | The Blunder Years            | 17 november 2001 |
| 6   | She of Little Faith          | 16 december 2001 |
| 7   | Brawl in the Family          | 6 januari 2002   |
| 8   | Sweet and Sour Marge         | 20 januari 2002  |
| 9   | Jaws Wired Shut              | 27 januari 2002  |
| 10  | Half-Decent Proposal         | 10 februari 2002 |
| 11  | The Bart Wants What It Wants | 17 februari 2002 |
| 12  | The Lastest Gun in the West  | 24 februari 2002 |
| 13  | The Old Man and the Key      | 10 maart 2002    |
| 14  | Tales from the Public Domain | 17 maart 2002    |
| 15  | Blame it on Lisa             | 31 maart 2002    |
| 16  | Weekend at Burnsie's         | 7 april 2002     |
| 17  | Gump Roast                   | 21 april 2002    |
| 18  | I am Furious Yellow          | 28 april 2002    |
| 19  | The Sweetest Apu             | 5 mei 2002       |
| 20  | Little Girl in the Big Ten   | 12 mei 2002      |
| 21  | The Frying Game              | 19 mei 2002      |
| 22  | Papa's Got a Brand New Badge | 22 mei 2002      |

## Seizoen 14 (2002-2003)
| Nr. | Titel aflevering                  | Uitzenddatum VS  |
| --- | --------------------------------- | ---------------- |
| 1   | Treehouse of Horror XIII          | 3 november 2002  |
| 2   | How I Spent My Strummer Vacation  | 10 november 2002 |
| 3   | Bart vs. Lisa vs. the Third Grade | 17 november 2002 |
| 4   | Large Marge                       | 24 november 2002 |
| 5   | Helter Shelter                    | 1 december 2002  |
| 6   | The Great Louse Detective         | 15 december 2002 |
| 7   | Special Edna                      | 5 januari 2003   |
| 8   | The Dad Who Knew Too Little       | 12 januari 2003  |
| 9   | Strong Arms of the Ma             | 2 februari 2003  |
| 10  | Pray Anything                     | 9 februari 2003  |
| 11  | Barting Over                      | 16 februari 2003 |
| 12  | I'm Spelling as Fast as I Can     | 16 februari 2003 |
| 13  | A Star Is Re-Born Again           | 2 maart 2003     |
| 14  | Mr. Spritz Goes to Washington     | 9 maart 2003     |
| 15  | C. E. D'oh                        | 16 maart 2003    |
| 16  | 'Scuse Me While I Miss the Sky    | 30 maart 2003    |
| 17  | Three Gays of the Condo           | 13 april 2003    |
| 18  | Dude, Where's My Ranch?           | 27 april 2003    |
| 19  | Old Yeller Belly                  | 4 mei 2003       |
| 20  | Brake My Wife, Please             | 11 mei 2003      |
| 21  | The Bart of War                   | 18 mei 2003      |
| 22  | Moe Baby Blues                    | 18 mei 2003      |

## Seizoen 15 (2003-2004)
| Nr. | Titel aflevering                                                  | Uitzenddatum VS  |
| --- | ----------------------------------------------------------------- | ---------------- |
| 1   | Treehouse of Horror XIV                                           | 2 november 2003  |
| 2   | My Mother the Carjacker                                           | 9 november 2003  |
| 3   | The President Wore Pearls                                         | 16 november 2003 |
| 4   | The Regina Monologues                                             | 23 november 2003 |
| 5   | The Fat and the Furriest                                          | 30 november 2003 |
| 6   | Today, I am a Clown                                               | 7 december 2003  |
| 7   | Tis the Fifteenth Season                                          | 14 december 2003 |
| 8   | Marge vs. Singles, Seniors, Childless Couples and Teens, and Gays | 4 januari 2004   |
| 9   | I, (Annoyed Grunt)-Bot                                            | 11 januari 2004  |
| 10  | Diatribe of a Mad Housewife                                       | 25 januari 2004  |
| 11  | Margical History Tour                                             | 8 februari 2004  |
| 12  | Milhouse Doesn't Live Here Anymore                                | 15 februari 2004 |
| 13  | Smart and Smarter                                                 | 22 februari 2004 |
| 14  | The Ziff Who Came to Dinner                                       | 14 maart 2004    |
| 15  | Co-Dependent's Day                                                | 21 maart 2004    |
| 16  | The Wandering Juvie                                               | 28 maart 2004    |
| 17  | My Big Fat Geek Wedding                                           | 18 april 2004    |
| 18  | Catch 'Em If You Can                                              | 25 april 2004    |
| 19  | Simple Simpson                                                    | 2 mei 2004       |
| 20  | The Way We Weren't                                                | 9 mei 2004       |
| 21  | Bart-Mangled Banner                                               | 16 mei 2004      |
| 22  | Fraudcast News                                                    | 23 mei 2004      |

## Seizoen 16 (2004-2005)
| Nr. | Titel aflevering                             | Uitzenddatum VS  |
| --- | -------------------------------------------- | ---------------- |
| 1   | Treehouse of Horror XV                       | 7 november 2004  |
| 2   | All's Fair in Oven War                       | 14 november 2004 |
| 3   | Sleeping with the Enemy                      | 21 november 2004 |
| 4   | She Used to Be My Girl                       | 5 december 2004  |
| 5   | Fat Man and Little Boy                       | 12 december 2004 |
| 6   | Midnight Rx                                  | 16 januari 2005  |
| 7   | Mommie Beerest                               | 30 januari 2005  |
| 8   | Homer and Ned's Hail Mary Pass               | 6 februari 2005  |
| 9   | Pranksta Rap                                 | 13 februari 2005 |
| 10  | There's Something About Marrying             | 20 februari 2005 |
| 11  | On a Clear Day I Can't See My Sister         | 6 maart 2005     |
| 12  | Goo Goo Gai Pan                              | 13 maart 2005    |
| 13  | Mobile Homer                                 | 20 maart 2005    |
| 14  | The Seven-Beer Snitch                        | 3 april 2005     |
| 15  | Future-Drama                                 | 17 april 2005    |
| 16  | Don't Fear the Roofer                        | 1 mei 2005       |
| 17  | The Heartbroke Kid                           | 1 mei 2005       |
| 18  | A Star Is Torn                               | 8 mei 2005       |
| 19  | Thank God it's Doomsday                      | 8 mei 2005       |
| 20  | Home Away from Homer                         | 15 mei 2005      |
| 21  | The Father, the Son, and the Holy Guest Star | 15 mei 2005      |

## Seizoen 17 (2005-2006)
| Nr. | Titel aflevering                   | Uitzenddatum VS   |
| --- | ---------------------------------- | ----------------- |
| 1   | Bonfire of the Manatees            | 11 september 2005 |
| 2   | The Girl Who Slept Too Little      | 18 september 2005 |
| 3   | Milhouse of Sand and Fog           | 25 september 2005 |
| 4   | Treehouse of Horror XVI            | 6 november 2005   |
| 5   | Marge's Son Poisoning              | 13 november 2005  |
| 6   | See Homer Run                      | 20 november 2005  |
| 7   | The Last of the Red Hat Mamas      | 27 november 2005  |
| 8   | The Italian Bob                    | 11 december 2005  |
| 9   | Simpsons Christmas Stories         | 18 december 2005  |
| 10  | Homer's Paternity Coot             | 8 januari 2006    |
| 11  | We're on the Road to D'owhere      | 29 januari 2006   |
| 12  | My Fair Laddy                      | 26 februari 2006  |
| 13  | The Seemingly Never-Ending Story   | 12 maart 2006     |
| 14  | Bart Has Two Mommies               | 19 maart 2006     |
| 15  | Homer Simpson, This Is Your Wife   | 26 maart 2006     |
| 16  | Million Dollar Abie                | 2 april 2006      |
| 17  | Kiss Kiss, Bang Bangalore          | 9 april 2006      |
| 18  | The Wettest Stories Ever Told      | 23 april 2006     |
| 19  | Girls Just Want to Have Sums       | 30 april 2006     |
| 20  | Regarding Margie                   | 7 mei 2006        |
| 21  | The Monkey Suit                    | 14 mei 2006       |
| 22  | Marge and Homer Turn a Couple Play | 21 mei 2006       |

## Seizoen 18 (2006-2007)
| Nr. | Titel aflevering                               | Uitzenddatum VS   |
| --- | ---------------------------------------------- | ----------------- |
| 1   | The Mook, the Chef, the Wife, and Her Homer    | 10 september 2006 |
| 2   | Jazzy and the Pussycats                        | 17 september 2006 |
| 3   | Please Homer, Don't Hammer 'Em                 | 24 september 2006 |
| 4   | Treehouse of Horror XVII                       | 5 november 2006   |
| 5   | G.I. (Annoyed Grunt)                           | 12 november 2006  |
| 6   | Moe 'N' a Lisa                                 | 19 november 2006  |
| 7   | Ice Cream of Margie (With the Light Blue Hair) | 26 november 2006  |
| 8   | The Haw-Hawed Couple                           | 10 december 2006  |
| 9   | Kill Gil: Vols. 1 & 2                          | 17 december 2006  |
| 10  | The Wife Aquatic                               | 7 januari 2007    |
| 11  | Revenge Is A Dish Best Served Three Times      | 28 januari 2007   |
| 12  | Little Big Girl                                | 11 februari 2007  |
| 13  | Springfield Up                                 | 18 februari 2007  |
| 14  | Yokel Chords                                   | 4 maart 2007      |
| 15  | Rome-old and Juli-eh                           | 11 maart 2007     |
| 16  | Homerazzi                                      | 25 maart 2007     |
| 17  | Marge Gamer                                    | 22 april 2007     |
| 18  | The Boys of Bummer                             | 29 april 2007     |
| 19  | Crook and Ladder                               | 6 mei 2007        |
| 20  | Stop, Or My Dog Will Shoot!                    | 13 mei 2007       |
| 21  | 24 Minutes                                     | 20 mei 2007       |
| 22  | You Kent Always Say What You Want              | 20 mei 2007       |

## Seizoen 19 (2007-2008)
| Nr. | Titel aflevering                            | Uitzenddatum VS   |
| --- | ------------------------------------------- | ----------------- |
| 1   | He Loves to Fly and He D'oh's               | 23 september 2007 |
| 2   | Homer of Seville                            | 30 september 2007 |
| 3   | Midnight Towboy                             | 7 oktober 2007    |
| 4   | I Don't Wanna Know Why the Caged Bird Sings | 14 oktober 2007   |
| 5   | Treehouse of Horror XVIII                   | 4 november 2007   |
| 6   | Little Orphan Millie                        | 11 november 2007  |
| 7   | Husbands and Knives                         | 18 november 2007  |
| 8   | Funeral for a Fiend                         | 25 november 2007  |
| 9   | Eternal Moonshine of the Simpson Mind       | 16 december 2007  |
| 10  | E. Pluribus Wiggum                          | 6 januari 2008    |
| 11  | That 90's Show                              | 27 januari 2008   |
| 12  | Love, Springfieldian Style                  | 17 februari 2008  |
| 13  | The Debarted                                | 2 maart 2008      |
| 14  | Dial 'N' for Nerder                         | 9 maart 2008      |
| 15  | Smoke on the Daughter                       | 30 maart 2008     |
| 16  | Papa Don't Leech                            | 13 april 2008     |
| 17  | Apocalypse Cow                              | 27 april 2008     |
| 18  | Any Given Sundance                          | 4 mei 2008        |
| 19  | Mona Leaves-A                               | 11 mei 2008       |
| 20  | All About Lisa                              | 18 mei 2008       |

## Seizoen 20 (2008-2009)
| Nr. | Titel aflevering                    | Uitzenddatum VS                          |
| --- | ----------------------------------- | ---------------------------------------- |
| 1   | Sex, Pies and Idiot Scrapes         | 28 september 2008                        |
| 2   | Lost Verizon                        | 5 oktober 2008                           |
| 3   | Double, Double, Boy in Trouble      | 19 oktober 2008                          |
| 4   | Treehouse of Horror XIX             | 2 november 2008                          |
| 5   | Dangerous Curves                    | 9 november 2008                          |
| 6   | Homer and Lisa Exchange Cross Words | 16 november 2008                         |
| 7   | Mypods and Boomsticks               | 30 november 2008                         |
| 8   | The Burns and the Bees              | 7 december 2008                          |
| 9   | Lisa the Drama Queen                | 25 januari 2009                          |
| 10  | Take My Life, Please                | 15 februari 2009                         |
| 11  | How the Test Was Won                | 1 maart 2009                             |
| 12  | No Loan Again, Naturally            | 8 maart 2009                             |
| 13  | Gone Maggie Gone                    | 15 maart 2009                            |
| 14  | In the Name of the Grandfather      | 17 maart 2009 (Sky1) 22 maart 2009 (Fox) |
| 15  | Wedding for Disaster                | 29 maart 2009                            |
| 16  | Eeny Teeny Maya Moe                 | 5 april 2009                             |
| 17  | The Good, the Sad and the Drugly    | 19 april 2009                            |
| 18  | Father Knows Worst                  | 26 april 2009                            |
| 19  | Waverly Hills 9-0-2-1-D'oh          | 3 mei 2009                               |
| 20  | Four Great Women and a Manicure     | 10 mei 2009                              |
| 21  | Coming to Homerica                  | 17 mei 2009                              |

## Seizoen 21 (2009-2010)
| Nr. | Titel aflevering                | Uitzenddatum VS   |
| --- | ------------------------------- | ----------------- |
| 1   | Homer the Whopper               | 27 september 2009 |
| 2   | Bart Gets a 'Z'                 | 4 oktober 2009    |
| 3   | The Great Wife Hope             | 11 oktober 2009   |
| 4   | Treehouse of Horror XX          | 18 oktober 2009   |
| 5   | The Devil Wears Nada            | 15 november 2009  |
| 6   | Pranks and Greens               | 22 november 2009  |
| 7   | Rednecks and Broomsticks        | 29 november 2009  |
| 8   | O Brother, Where Bart Thou?     | 13 december 2009  |
| 9   | Thursdays With Abie             | 3 januari 2010    |
| 10  | Once Upon a Time in Springfield | 10 januari 2010   |
| 11  | Million Dollar Maybe            | 17 januari 2010   |
| 12  | Boy Meets Curl                  | 14 februari 2010  |
| 13  | The Color Yellow                | 21 februari 2010  |
| 14  | Postcards from the Wedge        | 14 maart 2010     |
| 15  | Stealing First Base             | 21 maart 2010     |
| 16  | The Greatest Story Ever D'ohed  | 28 maart 2010     |
| 17  | American History X-cellent      | 11 april 2010     |
| 18  | Chief of Hearts                 | 18 april 2010     |
| 19  | The Squirt and the Whale        | 25 april 2010     |
| 20  | To Surveil With Love            | 2 mei 2010        |
| 21  | Moe Letter Blues                | 9 mei 2010        |
| 22  | The Bob Next Door               | 16 mei 2010       |
| 23  | Judge Me Tender                 | 23 mei 2010       |

## Seizoen 22 (2010-2011)
| Nr. | Titel aflevering                          | Uitzenddatum VS   |
| --- | ----------------------------------------- | ----------------- |
| 1   | Elementary School Musical                 | 28 september 2010 |
| 2   | Loan-a-Lisa                               | 3 oktober 2010    |
| 3   | MoneyBART                                 | 10 oktober 2010   |
| 4   | Treehouse of Horror XXI                   | 7 november 2010   |
| 5   | Lisa Simpson, This Isn't Your Life        | 14 november 2010  |
| 6   | The Fool Monty                            | 21 november 2010  |
| 7   | How Munched Is That Birdie in the Window? | 28 november 2010  |
| 8   | The Fight Before Christmas                | 5 december 2010   |
| 9   | Donnie Fatso                              | 12 december 2010  |
| 10  | Moms I'd Like to Forget                   | 9 januari 2011    |
| 11  | Flaming Moe                               | 16 januari 2011   |
| 12  | Homer the Father                          | 23 januari 2011   |
| 13  | The Blue and the Gray                     | 13 februari 2011  |
| 14  | Angry Dad: The Movie                      | 20 februari 2011  |
| 15  | The Scorpion's Tale                       | 6 maart 2011      |
| 16  | A Midsummer's Nice Dream                  | 13 maart 2011     |
| 17  | Love Is a Many Strangled Thing            | 27 maart 2011     |
| 18  | The Great Simpsina                        | 10 april 2011     |
| 19  | The Real Housewives of Fat Tony           | 1 mei 2011        |
| 20  | Homer Scissorhands                        | 8 mei 2011        |
| 21  | 500 Keys                                  | 15 mei 2011       |
| 22  | The Ned-Liest Catch                       | 22 mei 2011       |

## Seizoen 23 (2011-2012)
| Nr. | Titel aflevering                                  | Uitzenddatum VS   |
| --- | ------------------------------------------------- | ----------------- |
| 1   | The Falcon and the D'ohman                        | 25 september 2011 |
| 2   | Bart Stops to Smell the Roosevelts                | 2 oktober 2011    |
| 3   | Treehouse of Horror XXII                          | 30 oktober 2011   |
| 4   | Replaceable You                                   | 6 november 2011   |
| 5   | The Food Wife                                     | 13 november 2011  |
| 6   | The Book Job                                      | 20 november 2011  |
| 7   | The Man in the Blue Flannel Pants                 | 27 november 2011  |
| 8   | The Ten-Per-Cent Solution                         | 4 december 2011   |
| 9   | Holidays of Future Passed                         | 11 december 2011  |
| 10  | Politically Inept, With Homer Simpson             | 8 januari 2012    |
| 11  | The D'oh-cial Network                             | 15 januari 2012   |
| 12  | Moe Goes From Rags To Riches                      | 29 januari 2012   |
| 13  | The Daughter Also Rises                           | 12 februari 2012  |
| 14  | At Long Last Leave                                | 19 februari 2012  |
| 15  | Exit Through the Kwik-E-Mart                      | 4 maart 2012      |
| 16  | How I Wet Your Mother                             | 11 maart 2012     |
| 17  | Them, Robot                                       | 18 maart 2012     |
| 18  | Beware My Cheating Bart                           | 15 april 2012     |
| 19  | A Totally Fun Thing That Bart Will Never Do Again | 29 april 2012     |
| 20  | The Spy Who Learned Me                            | 6 mei 2012        |
| 21  | Ned 'N Edna's Blend                               | 13 mei 2012       |
| 22  | Lisa Goes Gaga                                    | 20 mei 2012       |

## Seizoen 24 (2012-2013)
| Nr. | Titel aflevering                | Uitzenddatum VS   |
| --- | ------------------------------- | ----------------- |
| 1   | Moonshine River                 | 30 september 2012 |
| 2   | Treehouse of Horror XXIII       | 7 oktober 2012    |
| 3   | Adventures in Baby-Getting      | 21 oktober 2012   |
| 4   | Gone Abie Gone                  | 11 november 2012  |
| 5   | Penny-Wiseguys                  | 18 november 2012  |
| 6   | A Tree Grows in Springfield     | 25 november 2012  |
| 7   | The Day the Earth Stood Cool    | 9 december 2012   |
| 8   | To Cur with Love                | 16 december 2012  |
| 9   | Homer Goes to Prep School       | 6 januari 2013    |
| 10  | A Test Before Trying            | 13 januari 2013   |
| 11  | The Changing of the Guardian    | 27 januari 2013   |
| 12  | Love Is a Many-Splintered Thing | 10 februari 2013  |
| 13  | Hardly Kirk-ing                 | 17 februari 2013  |
| 14  | Gorgeous Grampa                 | 3 maart 2013      |
| 15  | Black Eyed, Please              | 10 maart 2013     |
| 16  | Dark Knight Court               | 17 maart 2013     |
| 17  | What Animated Women Want        | 14 april 2013     |
| 18  | Pulpit Friction                 | 28 april 2013     |
| 19  | Whiskey Business                | 5 mei 2013        |
| 20  | The Fabulous Faker Boy          | 12 mei 2013       |
| 21  | The Saga of Carl Carlson        | 19 mei 2013       |
| 22  | Dangers on a Train              | 19 mei 2013       |

## Seizoen 25 (2013-2014)
| Nr. | Titel aflevering                      | Uitzenddatum VS   |
| --- | ------------------------------------- | ----------------- |
| 1   | Homerland                             | 29 september 2013 |
| 2   | Treehouse of Horror XXIV              | 6 oktober 2013    |
| 3   | Four Regrettings and a Funeral        | 3 november 2013   |
| 4   | YOLO                                  | 10 november 2013  |
| 5   | Labor Pains                           | 17 november 2013  |
| 6   | The Kid Is All Right                  | 24 november 2013  |
| 7   | Yellow Subterfuge                     | 8 december 2013   |
| 8   | White Christmas Blues                 | 15 december 2013  |
| 9   | Steal This Episode                    | 5 januari 2014    |
| 10  | Married To The Blob                   | 12 januari 2014   |
| 11  | Specs In The City                     | 26 januari 2014   |
| 12  | Diggs                                 | 9 maart 2014      |
| 13  | The Man Who Grew Too Much             | 9 maart 2014      |
| 14  | The Winter of His Content             | 16 maart 2014     |
| 15  | The War of Art                        | 23 maart 2014     |
| 16  | You Don't Have to Live Like a Referee | 30 maart 2014     |
| 17  | Luca$                                 | 6 april 2014      |
| 18  | Days of Future Future                 | 13 april 2014     |
| 19  | What to Expect When Bart's Expecting  | 27 april 2014     |
| 20  | Brick Like Me                         | 4 mei 2014        |

## Seizoen 26 (2014-2015)
| Nr. | Titel aflevering              | Uitzenddatum VS   |
| --- | ----------------------------- | ----------------- |
| 1   | Clown in the Dumps            | 28 september 2014 |
| 2   | The Wreck of the Relationship | 5 oktober 2014    |
| 3   | Super Franchise Me            | 12 oktober 2014   |
| 4   | Treehouse of Horror XXV       | 19 oktober 2014   |
| 5   | Opposites A-Frack             | 2 november 2014   |
| 6   | Simpsorama                    | 9 november 2014   |
| 7   | Blazed and Confused           | 16 november 2014  |
| 8   | Covercraft                    | 23 november 2014  |
| 9   | I Won't Be Home for Christmas | 7 december 2014   |
| 10  | The Man Who Came to Be Dinner | 4 januari 2015    |
| 11  | Bart's New Friend             | 11 januari 2015   |
| 12  | The Musk Who Fell to Earth    | 25 januari 2015   |
| 13  | Walking Big & Tall            | 8 februari 2015   |
| 14  | My Fare Lady                  | 15 februari 2015  |
| 15  | The Princess Guide            | 1 maart 2015      |
| 16  | Sky Police                    | 8 maart 2015      |
| 17  | Waiting for Duffman           | 15 maart 2015     |
| 18  | Peeping Mom                   | 19 april 2015     |
| 19  | The Kids Are All Fight        | 26 april 2015     |
| 20  | Let's Go Fly a Coot           | 3 mei 2015        |
| 21  | Bull-E                        | 10 mei 2015       |
| 22  | Mathlete's Feat               | 17 mei 2015       |

## Seizoen 27 (2015-2016)
| Nr. | Titel aflevering                      | Uitzenddatum VS   |
| --- | ------------------------------------- | ----------------- |
| 1   | Every Man's Dream                     | 27 september 2015 |
| 2   | Cue Detective                         | 4 oktober 2015    |
| 3   | Puffless                              | 11 oktober 2015   |
| 4   | Halloween of Horror                   | 18 oktober 2015   |
| 5   | Treehouse of Horror XXVI              | 25 oktober        |
| 6   | Friend with Benefit                   | 8 november 2015   |
| 7   | Lisa with an "S"                      | 22 november 2015  |
| 8   | Paths of Glory                        | 6 december 2015   |
| 9   | Barthood                              | 13 december 2015  |
| 10  | The Girl Code                         | 3 januari 2016    |
| 11  | Teenage Mutant Milk-caused Hurdles    | 10 januari 2016   |
| 12  | Much Apu About Something              | 17 januari 2016   |
| 13  | Love Is in the N2-O2-Ar-CO2-Ne-He-CH4 | 14 februari 2016  |
| 14  | Gal of Constant Sorrow                | 21 februari 2016  |
| 15  | Lisa the Veterinarian                 | 6 maart 2016      |
| 16  | The Marge-ian Chronicles              | 13 maart 2016     |
| 17  | The Burns Cage                        | 3 april 2016      |
| 18  | How Lisa Got Her Marge Back           | 10 april 2016     |
| 19  | Fland Canyon                          | 24 april 2016     |
| 20  | To Courier with Love                  | 8 mei 2016        |
| 21  | Simprovised                           | 15 mei 2016       |
| 22  | Orange is the New Yellow              | 22 mei 2016       |

## Seizoen 28 (2016-2017)
| Nr. | Titel aflevering             | Uitzenddatum VS   |
| --- | ---------------------------- | ----------------- |
| 1   | Monty Burns' Fleeing Circus  | 25 september 2016 |
| 2   | Friends and Family           | 2 oktober 2016    |
| 3   | The Town                     | 9 oktober 2016    |
| 4   | Treehouse of Horror XXVII    | 16 oktober 2016   |
| 5   | Trust But Clarify            | 23 oktober 2016   |
| 6   | There Will Be Buds           | 6 november 2016   |
| 7   | Havana Wild Weekend          | 13 november 2016  |
| 8   | Dad Behavior                 | 20 november 2016  |
| 9   | The Last Traction Hero       | 4 december 2016   |
| 10  | The Nightmare After Krustmas | 11 december 2016  |
| 11  | Pork and Burns               | 8 januari 2017    |
| 12  | The Great Phatsby: Part 1    | 15 januari 2017   |
| 13  | The Great Phatsby: Part 2    | 15 januari 2017   |
| 14  | Fatzcarraldo                 | 12 februari 2017  |
| 15  | The Cad and the Hat          | 19 februari 2017  |
| 16  | Kamp Krustier                | 5 maart 2017      |
| 17  | 22 For 30                    | 12 maart 2017     |
| 18  | A Father's Watch             | 19 maart 2017     |
| 19  | The Caper Chase              | 2 april 2017      |
| 20  | Looking for Mr. Goodbart     | 30 april 2017     |
| 21  | Moho House                   | 7 mei 2017        |
| 22  | Dogtown                      | 21 mei 2017       |

## Seizoen 29 (2017-2018)
| Nr. | Titel aflevering                                 | Uitzenddatum VS  |
| --- | ------------------------------------------------ | ---------------- |
| 1   | The Serfsons                                     | 1 oktober 2017   |
| 2   | Springfield Splendor                             | 8 oktober 2017   |
| 3   | Whistler's Father                                | 15 oktober 2017  |
| 4   | Treehouse of Horror XXVIII                       | 22 oktober 2017  |
| 5   | Grampy Can Ya Hear Me                            | 5 november 2017  |
| 6   | The Old Blue Mayor She Ain't What She Used to Be | 12 november 2017 |
| 7   | Singin' in the Lane                              | 19 november 2017 |
| 8   | Mr. Lisa's Opus                                  | 3 december 2017  |
| 9   | Gone Boy                                         | 10 december 2017 |
| 10  | Haw-Haw Land                                     | 7 januari 2018   |
| 11  | Frink Gets Testy                                 | 14 januari 2018  |
| 12  | Homer Is Where the Art Isn't                     | 18 maart 2018    |
| 13  | 3 Scenes Plus a Tag from a Marriage              | 25 maart 2018    |
| 14  | Fears of a Clown                                 | 1 april 2018     |
| 15  | No Good Read Goes Unpunished                     | 8 april 2018     |
| 16  | King Leer                                        | 15 april 2018    |
| 17  | Lisa Gets the Blues                              | 22 april 2018    |
| 18  | Forgive and Regret                               | 29 april 2018    |
| 19  | Left Behind                                      | 6 mei 2018       |
| 20  | Throw Grandpa from the Dane                      | 13 mei 2018      |
| 21  | Flanders' Ladder                                 | 20 mei 2018      |

## Seizoen 30 (2018-2019)
| Nr. | Titel aflevering                   | Uitzenddatum VS   |
| --- | ---------------------------------- | ----------------- |
| 1   | Bart's Not Dead                    | 30 september 2018 |
| 2   | Heartbreak Hotel                   | 7 oktober 2018    |
| 3   | My Way or the Highway to Heaven    | 14 oktober 2018   |
| 4   | Treehouse of Horror XXIX           | 21 oktober 2018   |
| 5   | Baby You Can't Drive My Car        | 4 november 2018   |
| 6   | From Russia Without Love           | 11 november 2018  |
| 7   | Werking Mom                        | 18 november 2018  |
| 8   | Krusty the Clown                   | 25 november 2018  |
| 9   | Daddicus Finch                     | 2 december 2018   |
| 10  | Tis the 30th Season                | 9 december 2018   |
| 11  | Mad About the Toy                  | 6 januari 2019    |
| 12  | The Girl on the Bus                | 13 januari 2019   |
| 13  | I'm Dancing as Fat as I Can        | 10 februari 2019  |
| 14  | The Clown Stays in the Picture     | 17 februari 2019  |
| 15  | 101 Mitigations                    | 3 maart 2019      |
| 16  | I Want You (She's So Heavy)        | 10 maart 2019     |
| 17  | E My Sports                        | 17 maart 2019     |
| 18  | Bart vs. Itchy & Scratchy          | 24 maart 2019     |
| 19  | Girl's in the Band                 | 31 maart 2019     |
| 20  | I'm Just a Girl Who Can't Say D'oh | 7 april 2019      |
| 21  | D'oh Canada                        | 28 april 2019     |
| 22  | Woo-Hoo Dunnit?                    | 5 mei 2019        |
| 23  | Crystal Blue-Haired Persuasion     | 12 mei 2019       |

## Seizoen 31 (2019-2020)
| Nr. | Titel aflevering                         | Uitzenddatum VS   |
| --- | ---------------------------------------- | ----------------- |
| 1   | The Winter of Our Monetized Content      | 29 september 2019 |
| 2   | Go Big or Go Homer                       | 6 oktober 2019    |
| 3   | The Fat Blue Line                        | 13 oktober 2019   |
| 4   | Treehouse of Horror XXX                  | 20 oktober 2019   |
| 5   | Gorillas on the Mast                     | 3 november 2019   |
| 6   | Marge The Lumberjill                     | 10 november 2019  |
| 7   | Livin La Pura Vida                       | 17 november 2019  |
| 8   | THANKSGIVING OF HORROR                   | 24 november 2019  |
| 9   | TODD, TODD, WHY HAST THOU FORSAKEN ME?   | 1 december 2019   |
| 10  | Bobby, it's Cold Outside                 | 15 december 2019  |
| 11  | HAIL TO THE TEETH                        | 5 januari 2020    |
| 12  | THE MISEDUCATION OF LISA SIMPSON         | 16 februari 2020  |
| 13  | FRINKCOIN                                | 23 februari 2020  |
| 14  | BART THE BAD GUY                         | 1 maart 2020      |
| 15  | Screenless                               | 8 maart 2020      |
| 16  | BETTER OFF NED                           | 15 maart 2020     |
| 17  | HIGHWAY TO WELL                          | 22 maart 2020     |
| 18  | THE INCREDIBLE LIGHTNESS OF BEING A BABY | 19 april 2020     |
| 19  | WARRIN'PRIESTS                           | 26 april 2020     |
| 20  | WARRIN'PRIESTS PART 2                    | 3 mei 2020        |
| 21  | THE HATEFUL EIGHT-YEAR-OLDS              | 10 mei 2020       |
| 22  | THE WAY OF THE DOG                       | 17 mei 2020       |

## Seizoen 32 (2020-2021)
| Nr. | Titel aflevering                             | Uitzenddatum VS   |
| --- | -------------------------------------------- | ----------------- |
| 1   | Undercover Burns                             | 27 september 2020 |
| 2   | I, CARUMBUS                                  | 4 oktober 2020    |
| 3   | NOW MUSEUM, NOW YOU DON'T                    | 11 oktober 2020   |
| 4   | Treehouse of Horror XXXI                     | 1 november 2020   |
| 5   | THE 7 BEER ITCH                              | 8 november 2020   |
| 6   | PODCAST NEWS                                 | 15 november 2020  |
| 7   | Three Dreams Denied                          | 22 november 2020  |
| 8   | THE ROAD TO CINCINNATI                       | 29 november 2020  |
| 9   | Sorry Not Sorry                              | 6 december 2020   |
| 10  | A SPRINGFIELD SUMMER CHRISTMAS FOR CHRISTMAS | 13 december 2020  |
| 11  | The Dad-Feelings Limited                     | 3 januari 2021    |
| 12  | Diary Queen                                  | 21 februari 2021  |
| 13  | Wad Goals                                    | 28 februari 2021  |
| 14  | Yokel Hero                                   | 7 maart 2021      |
| 15  | Do PizzaBots Dream of Electric Guitars?      | 14 maart 2021     |
| 16  | Manger Things                                | 21 maart 2021     |
| 17  | Uncut Femmes                                 | 28 maart 2021     |
| 18  | Burger Kings                                 | 11 april 2021     |
| 19  | Panic on the Streets of Springfield          | 18 april 2021     |
| 20  | Mother and Child Reunion                     | 9 mei 2021        |
| 21  | The Man from G.R.A.M.P.A.                    | 16 mei 2021       |
| 22  | The Last Barfighter                          | 23 mei 2021       |

Homer Simpson · Marge Simpson · Bart Simpson · Lisa Simpson · Maggie Simpson · Abraham Simpson · Patty en Selma Bouvier · Jacqueline Bouvier · Mona Simpson · Santa's Little Helper · Snowball II · Familie Bouvier
Jasper Beardley · Comic Book Guy · Eddie en Lou · Maude Flanders · Ned Flanders · Professor Frink · Barney Gumble · Julius Hibbert · Lionel Hutz · Eerwaarde Lovejoy · Kapitein Horatio McCallister · Hans Moleman · Bleeding Gums Murphy · Apu Nahasapeemapetilon · Mayor Joe Quimby · Dr. Nick Riviera · Agnes Skinner · Cletus Spuckler · Squeaky Voiced Teen · Disco Stu · Moe Szyslak · Kirk Van Houten · Luann Van Houten · Chief Clancy Wiggum
Gary Chalmers · Rod en Todd Flanders · Jimbo Jones · Kearney · Edna Krabappel · Otto Mann · Nelson Muntz · Martin Prince · Seymour Skinner · Milhouse Van Houten · Ralph Wiggum · Groundskeeper Willie · andere studenten
Montgomery Burns · Carl Carlson · Lenny Leonard · Waylon Smithers
Itchy en Scratchy · Kent Brockman · Krusty de Clown · Troy McClure · Rainier Wolfcastle · Radioactive Man
Snake · Kang & Kodos · Sideshow Bob · Fat Tony
Treehouse of Horror
Bart vs. the World · Bart Simpson's Escape from Camp Deadly · The Simpsons Arcadespel · Bart vs. the Space Mutants · Bart's House of Weirdness ·Bart vs. The Juggernauts · Krusty's Fun House · Bartman Meets Radioactive Man · Bart's Nightmare · The Itchy and Scratchy Game · Virtual Bart · Bart and the Beanstalk · Itchy & Scratchy in Miniature Golf Madness · Cartoon Studio · Virtual Springfield · Night of the Living Treehouse of Horror · Bowling · Wrestling · Road Rage · Skateboarding · Hit & Run · The Simpsons Game · The Simpsons: Tapped Out
The Simpsons · The Simpsons Pinball Party
Strips: Simpsons Comics · Bart Simpson serie · Itchy & Scratchy Comics · Bart Simpson's Treehouse of Horror · Futurama/Simpsons Infinitely Secret Crossover Crisis
Tijdschrift: Simpsons Illustrated
Boeken: Bart Simpson's Guide to Life · Family Album · Library of Wisdom · Complete Guides · Planet Simpson · The Simpsons and Philosophy
Actiefiguurtjes: World of Springfield
The Simpsons Movie
Bankgrap ·
Canyonero · 
D'oh! · 
Duff Beer · 
Schoolbordgrap · 